# Richtolsheim
Richtolsheim – miejscowość i gmina we Francji, w regionie Grand Est, w departamencie Dolny Ren.
Według danych na rok 1990 gminę zamieszkiwały 243 osoby, 67 os./km².